# Jeff Reed
Jeffrey Scott Reed (né le 12 novembre 1962 à Joliet, Illinois, États-Unis) est un ancien receveur au baseball ayant joué dans les Ligues majeures pour six équipes, de 1984 à 2000.

## Carrière
Jeff Reed est un choix de première ronde des Twins du Minnesota en 1980. Il fait ses débuts dans les majeures avec cette équipe le 5 avril 1984.
Le 3 février 1987, les Twins le transfèrent aux Expos de Montréal avec trois lanceurs (Neal Heaton, Yorkis Perez et Al Cardwood) pour acquérir le releveur étoile Jeff Reardon et le receveur Tom Nieto.
Après un bref passage à Montréal, Reed est échangé aux Reds de Cincinnati le 13 juillet 1988 en compagnie du lanceur de relève Randy St. Claire et du voltigeur Herm Winningham, en retour du lanceur Pat Pacillo et du voltigeur Tracy Jones.
Avec Cincinnati, Jeff Reed a l'honneur d'être derrière le marbre lorsque Tom Browning lance un match parfait contre les Dodgers de Los Angeles au Riverfront Stadium de Cincinnati le 16 septembre 1988.
Reed remporte la Série mondiale 1990 mais n'est utilisé par les Reds qu'en Série de championnat contre Pittsburgh.
Le receveur quitte Cincinnati après la saison 1992 et s'aligne trois ans avec les Giants de San Francisco. De 1996 à 1998, il obtient avec les Rockies du Colorado la chance de jouer sur une base plus régulière, lui qui était habituellement joueur substitut. Il présente ses meilleures statistiques offensives en carrière, avec des moyennes au bâton s'élevant de ,284 à ,297. Il entreprend la campagne 1999 avec les Rockies puis passe aux Cubs de Chicago, avec qui il termine sa carrière dans les majeures en 2000.
En 1234 parties jouées, Jeff Reed a frappé dans une moyenne de ,250 avec 774 coups sûrs, 61 circuits, 311 points marqués et 323 points produits.